# 拉马朗
拉马朗（葡萄牙語：Lamarão）是巴西巴伊亚州的一个市镇。总面积356.002平方公里，总人口8975人，人口密度25.2人/平方公里。